# Липа (притока Сожу)
Липа (біл. Ліпа) — річка в Буда-Кошельовському районі Гомельської області Білорусі, права приптока річки Сож (басейн Дніпра).
Довжина річки 62 км. Площа водозбору 577 км². Середня витрата води 2,4 м³/с. Починається за 1 км у напрямку на південний схід від села Вугли Рогачовського району, впадає в Сож приблизно за 3,5 км у напрямку на схід від селища Єраполле. Водозбір у межах Придніпровської низовини. Долина Липи переважно трапецієподібної форми, завширшки 1—3,5 км. Заплава річки переривчаста у верхів'ї, в середній і нижній течії двостороння, завширшки до 3 км. Річка приймає стік з мережі меліоративнийх каналів. Основні притоки — Глина, Прудівка.